# FK IMT
El FK IMT (en serbio: ФК ИМТ) es un equipo de fútbol de Serbia que juega en la Superliga de Serbia, la primera división nacional.

## Historia
Fue fundado en el año 1953 en la capital Belgrado por la Industrija mašina i traktora, compañía que fabrica tractores y maquinaria agrícola de la cual lleva su nombre. 
Pasó en las divisiones regionales hasta que en la temporada de 1985/86 logra el ascenso a la cuarta división de Yugoslavia, siendo lo más alto que llegó el equipo como parte del desaparecido país.
Fue hasta 2014 que llega a la Primera Liga de Belgrado como parte de Serbia, permaneciendo en la tercera división las siguientes seis temporadas. En la temporada 2019/20 iba de líder en la tercera división hasta que la temporada fue cancelada por la pandemia de COVID-19, por lo que ascendió a la Primera Liga Serbia por primera vez en su historia.
En la temporada 2022/23 es campeón de la segunda división y consigue el ascenso a la Superliga de Serbia por primera vez. El patrocinador del club es Meridian Sport.

## Palmarés
- Serbian First League: 1

2022–23
- Liga Serbia de Belgrado: 1

2019–20
- Liga de la Zona de Belgrado: 1

2013–14